# Chesny
Chesny je francouzská obec v departementu Moselle v regionu Grand Est. V roce 2013 zde žilo 570 obyvatel.

## Poloha
Sousední obce jsou: Fleury, Mécleuves, Orny, Peltre a Pouilly.

## Vývoj počtu obyvatel
Počet obyvatel